# Ulrich Doßmann
Ulrich Doßmann (* 15. Mai 1911; † 1996) war ein deutscher Verwaltungsjurist und Ministerialbeamter.

## Leben und Tätigkeit
Ulrich Doßmann studierte nach dem Schulbesuch Staats- und Rechtswissenschaften an der Universität Bonn, wo er 1936 zum Dr. jur. promovierte. Das Thema seiner Inaugural-Dissertation lautete Die Wiedereinsetzung in den vorigen Stand gemäß der Reichsstrafprozeßordnung unter besonderer Berücksichtigung der Rechtsprechung.
Er war ab 1939 zunächst im Finanzamt Bonn und dann in Bad Kreuznach beschäftigt und wurde bereits 1940 zum aktiven Kriegsdienst in der Wehrmacht einberufen und geriet gegen Kriegsende in Gefangenschaft. Während des Krieges wurde er 1942 als bisheriger Regierungsassessor auf Lebenszeit angestellt und zum Regierungsrat beim Oberfinanzpräsidium, Abteilung Steuer in Düsseldorf befördert.
Nach seiner Entlassung aus der Kriegsgefangenschaft war er bis 1946 zunächst ohne Beschäftigung, bis er wieder in den Dienst des Finanzamts Bonn übernommen wurde. 1951 wurde Ulrich Doßmann Beamter im Bundeskanzleramt in Bonn und blieb dies bis zu seiner Pensionierung. Im Bundeskanzleramt war er bis 1956 Hilfsreferent im Referat 6 (Grundsatzfragen, Koordinierung und Kabinettssachen aus den Geschäftsbereichen verschiedener Ministerien und der Bundesbank). 1957 erfolgte seine Beförderung zum Leiter des Referats 3. Von 1958 bis 1966 war Ulrich Doßmann im Kanzlerbüro tätig und ab 1966 bis zu seiner Pensionierung 1976 Leiter der für Eingaben und Petitionen zuständigen Referate im Kanzlerbüro. Er bearbeitete Eingaben und Petitionen aus der Bevölkerung an den deutschen Bundeskanzler.

## Schriften (Auswahl)
- Die Wiedereinsetzung in den vorigen Stand gemäß der Reichsstrafprozeßordnung unter besonderer Berücksichtigung der Rechtsprechung. Düsseldorf 1936.